# David Lloyd George
David Lloyd George, primul conte Lloyd George (n. 17 ianuarie 1863, Manchester, Regatul Unit al Marii Britanii și Irlandei – d. 26 martie 1945, Llanystumdwy⁠(d), Gwynedd, Țara Galilor, Regatul Unit) a fost un om politic britanic, prim-ministru al Regatului Unit în Primul Război Mondial, între 1916 și 1922.